# Pseudalosterna crinitosulcata
Pseudalosterna crinitosulcata är en skalbaggsart som beskrevs av Nobuo Ohbayashi och Michitaka Shimomura 1986. Pseudalosterna crinitosulcata ingår i släktet Pseudalosterna och familjen långhorningar. Inga underarter finns listade i Catalogue of Life.